# Greci (Tulcea megye)
Greci község Tulcea megyében, Dobrudzsában, Romániában.

## Fekvése
A település az ország délkeleti részén található, a megyeszékhelytől, Tulcsától hetven kilométerre nyugatra, a Recea-patak mentén.

## Története
Első írásos említése 1790-ből való, Greczj néven. Régi török neve Soğanlik. A 19. században olasz telepesek érkeztek, akik a község közelében magasodó Iacob-hegyen kőbányát alakítottak ki, leszármazottaik ma is a településen élnek. 1812-ben a Kárpátokból mokányok telepedtek le a községben.

## Lakossága
A nemzetiségi megoszlás a következő:
| 2002      | 2002 | 2002   |
| --------- | ---- | ------ |
| Románok   | 5409 | 98,20% |
| Olaszok   | 90   | 1,63%  |
| Romák     | 4    | 0,07%  |
| Szerbek   | 2    | 0,03%  |
| Ukránok   | 1    | 0,01%  |
| Lipovánok | 1    | 0,01%  |
| Horvátok  | 1    | 0,01%  |
| Összesen  | 5508 | 100,0% |

## Látnivalók
- Măcin-hegységi Nemzeti Park - a Dobrudzsai-fennsík részét képezi, Európában egyedülállóan változatos ökoszisztéma jellemzi, ahol a balkáni sztyeppék, szubmediterrán és balkáni erdőségek váltják egymást, 11140 hektáros területen.